# Дорцано
Дорца̀но (на италиански: Dorzano; на пиемонтски: Dorsano, Дорсан) е село и община в Северна Италия, провинция Биела, регион Пиемонт. Разположено е на 296 m надморска височина. Населението на общината е 500 души (към 2010 г.).